# Берекет II (станция)
Берекет II (туркм. Bereket II demirýol menzili) — железнодорожная станция в городе Берекет.

## История
Станция построена в 2014 году, на новой линии Узень — Болашак - Берекет II, являющейся частью железной дороги «Казахстан-Туркмения-Иран». Станция является важным стратегическим железнодорожным узлом на транснациональной железной дороге Север — Юг (Россия — Казахстан — Туркменистан — Иран — Персидский залив).

## Описание
Здание вокзала представляет собой двухэтажное строение на 100 пассажиров, так же построено здание автоматизированного диспетчерского центра, обеспечивающее налаженный оборот подвижного состава.